# サナイン
サナヒンまたはサナイン（アルメニア語: Սանահին、ロシア語: Санаин、英: Sanahin）は、アルメニアのロリ地方北部にある村。旧ソ連時代に設けられたとされるケーブルカーで、断崖絶壁を隔てたアラヴェルジと結ばれているため、現在はアラヴェルジ市の一部とみられている。10世紀に建立され、近くのハフパット修道院とともに世界遺産に登録されているサナイン修道院で有名。

## ゆかりの人物
サナインは有名なミコヤン兄弟の生地でもある。弟のアルチョム・ミコヤンは航空機の設計士で、MiGの父のひとりであり、兄のアナスタス・ミコヤンはソ連の政治局委員を長年務めた。アナスタスは独ソ不可侵条約交渉に関与し、ヨシップ・ブロズ・チトーのユーゴスラヴィアとの関係改善を目的とするソ連代表団のメンバーになったほか、キューバ危機の交渉にも尽力した。かつての校舎を活用して、兄弟の親戚が運営するミコヤン博物館に足を止める観光客もいる。

## ギャラリー

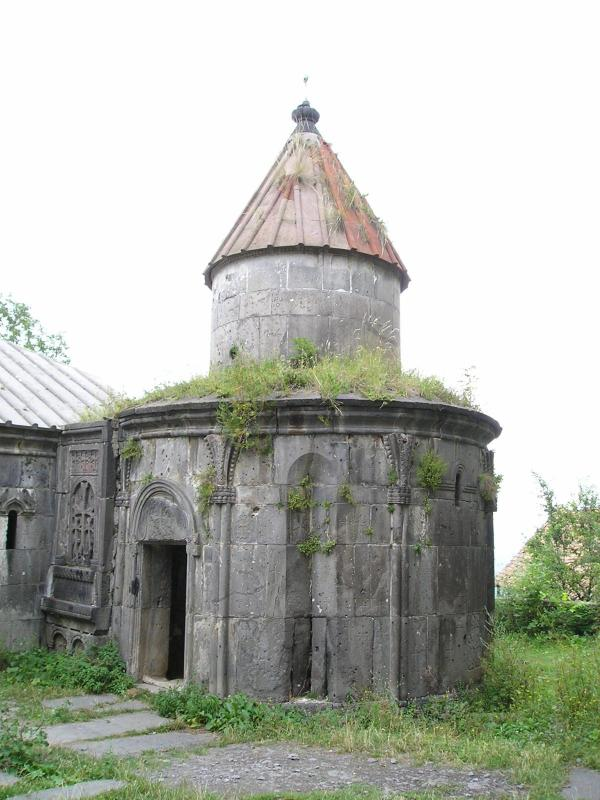
聖グレゴリウス礼拝堂
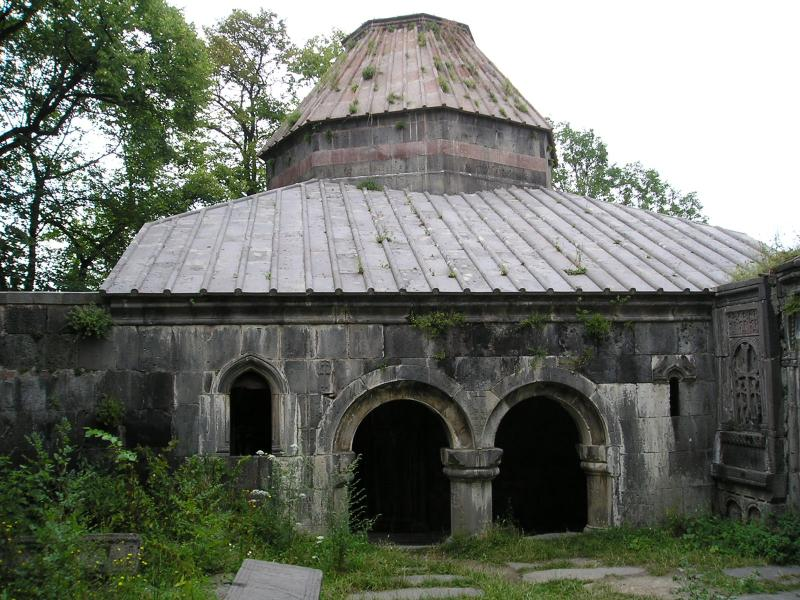
修道院の書庫
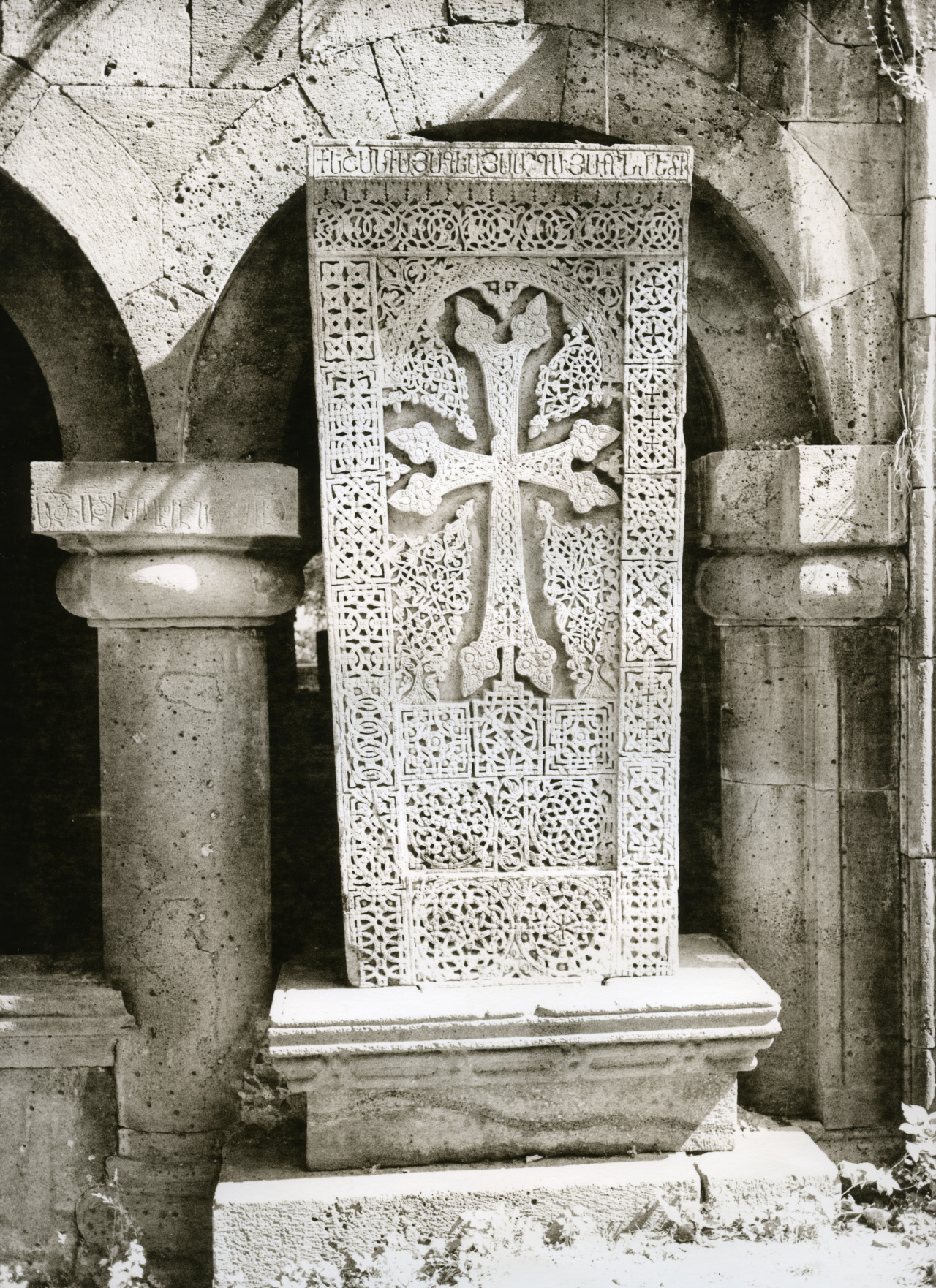
修道院に置かれたハッチカール（十字が刻まれた石碑）
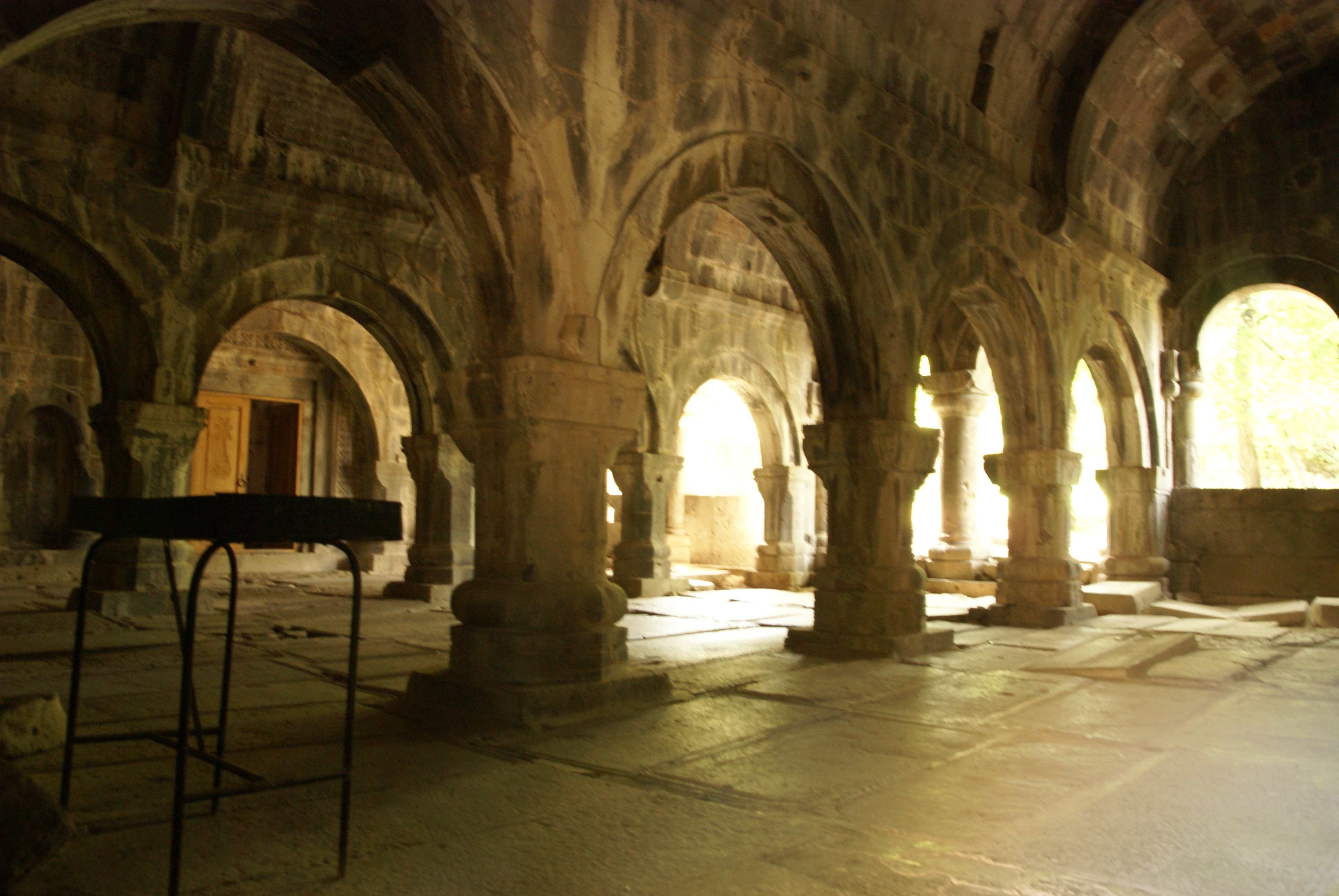
修道院内部